# Dimitri Kirilov
Dimitri Kirilov est un boxeur russe né le 24 novembre 1978 à Saint-Pétersbourg.

## Carrière
Passé professionnel en 1998, il remporte le titre vacant de champion du monde des poids super-mouches IBF le 13 octobre 2007 après sa victoire aux points contre Jose Navarro. Kirilov conserve son titre le 28 février 2008 aux dépens de Cecilio Santos puis perd contre Vic Darchinyan le 2 août 2008. Il reste alors cinq ans sans combattre puis met un terme définitif à sa carrière de boxeur après trois défaites successives en 2015.

## Référence
1. ↑  (en) Kirilov Defeats Navarro (boxingnews24.com)